# کامران تورسونوف
کامران تورسونوف (فارسی: کامران تورسونوف؛ زادهٔ ۲۴ آوریل ۱۹۹۶) بازیکن فوتبال است.
از باشگاه‌هایی که در آن بازی کرده‌است می‌توان به باشگاه فوتبال استقلال دوشنبه اشاره کرد.
وی همچنین در تیم ملی فوتبال تاجیکستان بازی کرده‌است.